# Liste der Monuments historiques in Louzignac
Die Liste der Monuments historiques in Louzignac führt die Monuments historiques in der französischen Gemeinde Louzignac auf.

## Liste der Objekte
| Bezeichnung               | Beschreibung                     | Standort                        | Kennzeichnung | Schutzstatus | Datum | Bild |
| ------------------------- | -------------------------------- | ------------------------------- | ------------- | ------------ | ----- | ---- |
| Hauptaltar mit Tabernakel | Holz, vergoldet, 18. Jahrhundert | in der Kirche St-Martial (Lage) | PM17001347    | Inscrit      | 1983  |      |